# 국제호텔직업전문학교

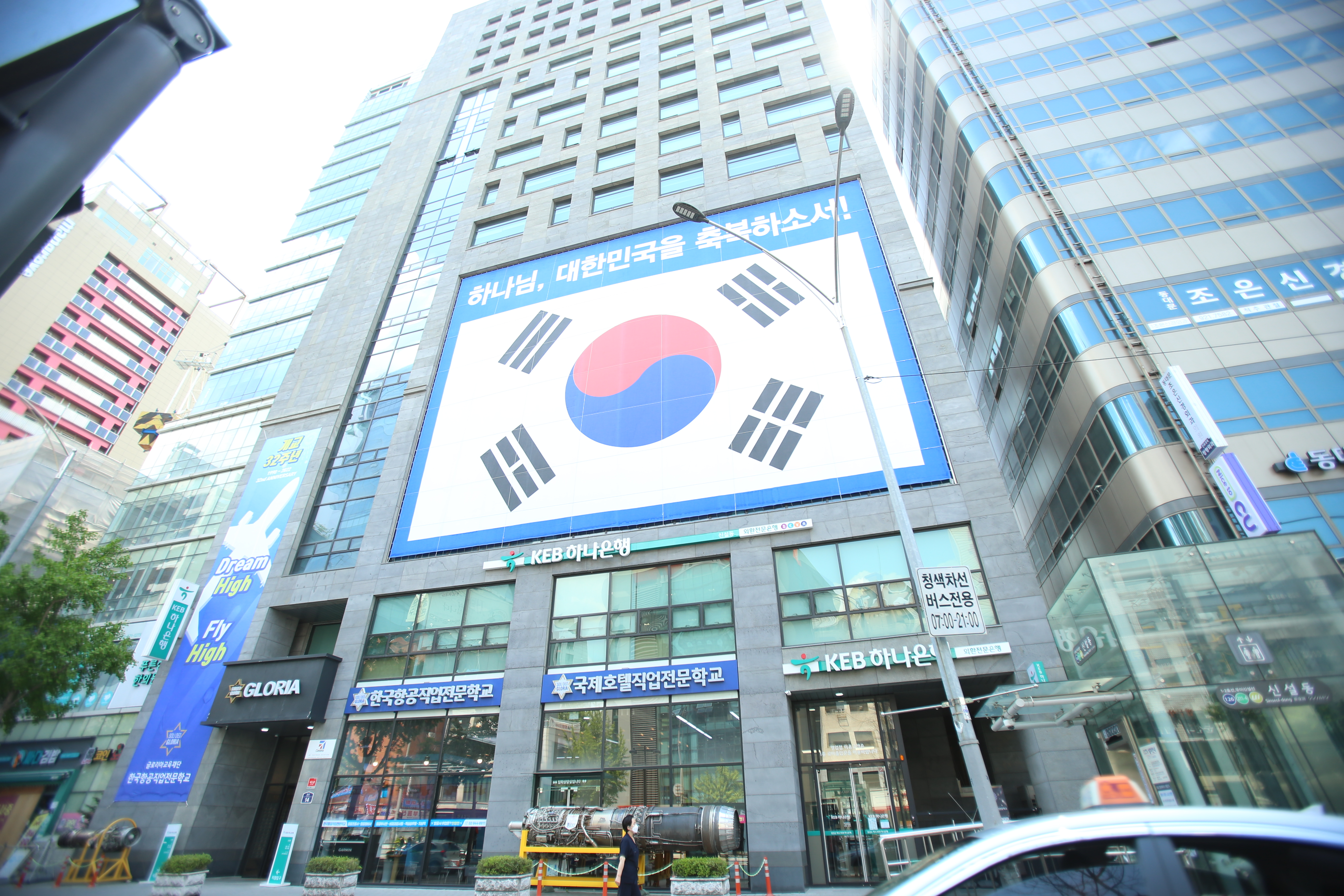
본교 건물인 '글로리아타워'이다. 강의실 및 각종 교육 시설, 기숙사를 갖추고 있다.

국제호텔직업전문학교(國際호텔職業專門學校)는 서울특별시 동대문구에 위치한 대한민국의 직업전문학교이다.
호텔·식음료·관광 분야 산업을 이끌어 갈 전문인재 및 종합예술인을 양성한다.
오랜 경력의 현장형 전문 교수진과 최신식 시설 및 교육 환경을 구비하고 있으며, 실무 중심 교육을 바탕으로 학생들이 생생한 현장 경험을 쌓아 취업까지 이어질 수 있도록 학교 측에서 많은 지원을 하고 있다. 
국제호텔직업전문학교는 국내외 각종 호텔·식음료 관련 분야 대회에서 매우 많은 수상 경력을 보유하고 있으며, '취업보장'이라는 학교의 슬로건에 맞게 졸업생들의 실제 취업 현황 또한 상당히 좋은 편이다.
신설동역 4번 출구 바로 옆에 위치한 해당 학교는 약칭 '국호전'으로 불리며, 본교 건물에 원거리 학생들을 위한 기숙사를 갖추고 있다.

## 학교 연혁
- 2009년 4월: 국제호텔관광전문학교 설립
- 2013년 2월: 국제호텔직업전문학교로 교명 변경
- 2019년 5월: 현 교사(글로리아타워)로 이전

## 교육편제
다음은 2022년 기준 국제호텔직업전문학교의 교육 과정 일람이다.
- 호텔관광경영 과정
- 와인&바리스타 과정
- 칵테일플레어 과정
- 푸드 유튜브 크리에이터 과정
- 크래프트비어(수제맥주/막걸리주조) 과정
- 호텔외식조리경영 과정

## 같이 보기
- 한국미용직업전문학교
- 한국항공직업전문학교